# Jubbal
Jubbal es un pueblo y nagar Panchayat  situado en el distrito de Shimla,  en el estado de Himachal Pradesh (India). Su población es de 1640 habitantes (2011). 

## Demografía
Según el censo de 2011 la población de Jubbal era de 1640 habitantes, de los cuales 930 eran hombres y 710 eran mujeres. Jubbal tiene una tasa media de alfabetización del 86,45%, superior a la media estatal del 82,80%: la alfabetización masculina es del 87,87%, y la alfabetización femenina del 84,57%.